# کواس

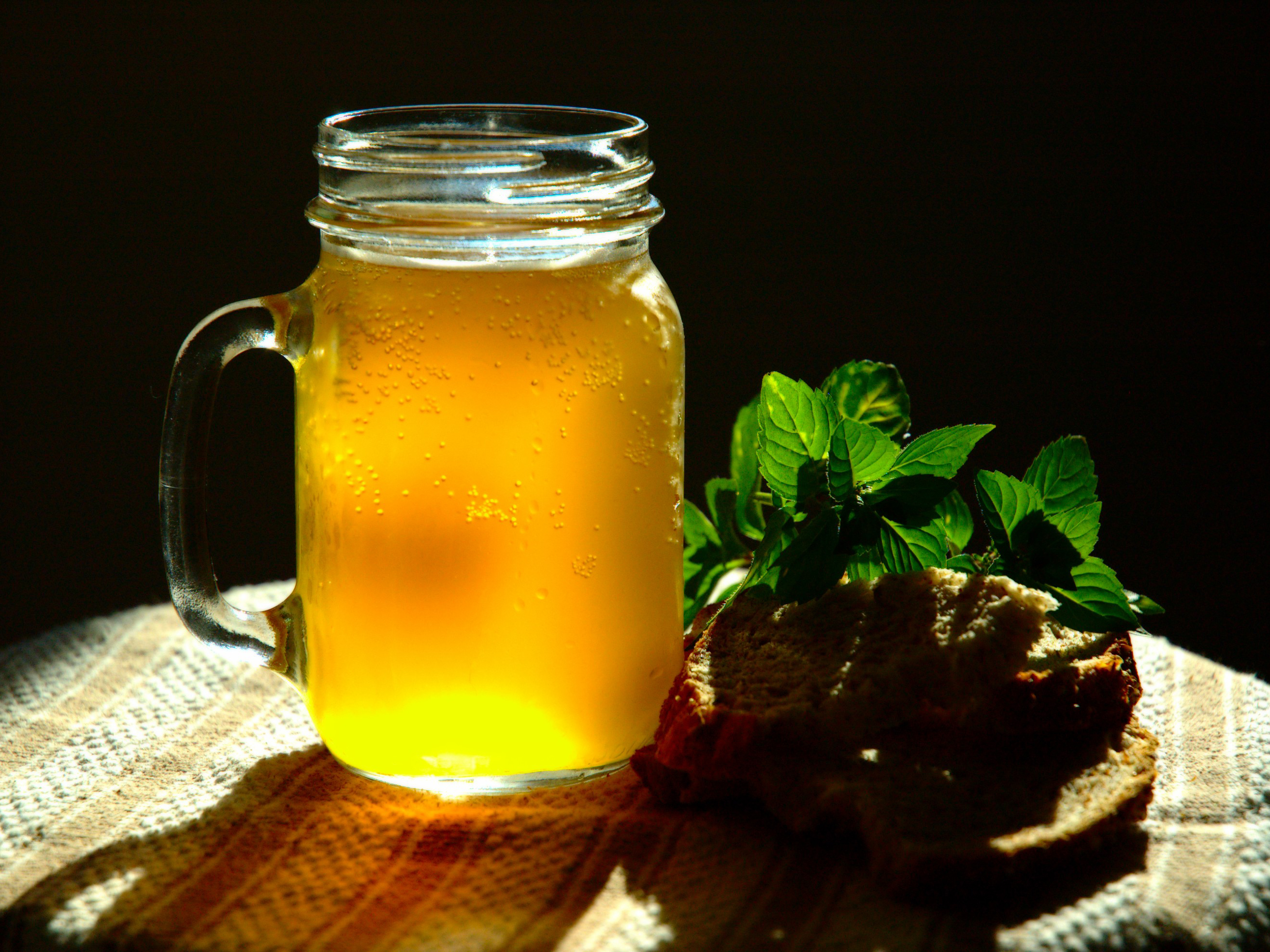
یک لیوان کواس

کواس (روسی: Квас) نوشیدنی است که از نان گرفته می‌شود و به کُلای روسی یا نوشابه روسی مشهور است. کواس در واژه‌شناسی به مفهوم خمیر مایه است و مزه‌ای همانند به آبغوره با ته مزه شیرین دارد. خاستگاه کواس به ۵۰ سده قبل و آغاز ظهور تولیدات آبجو بازمی‌گردد. کواس شبیه آبجو است و نوشیدنی محبوب بسیاری از مردم کشورهای اسلاو و عضو اتحادیه جماهیر شوروی سابق مانند بلاروس، اوکراین، لیتوانی، لهستان، استونی، لتونی، قزاقستان، ارمنستان و روسیه است. کواس دارای مقادیر زیادی ویتامین ب است و به عنوان یک منبع سالم انرژی و پیش غذایی اشتها برانگیز؛ شناخته شده‌است. مصرفی به اندازه (تا سقف ۱ لیتر) از کواس و مقدار نسبتاً کمی شکر در ساختار آن برای اندام ظاهری بدن انسان می‌تواند بی‌خطر باشد. گرچه اقسام کواس با درصد الکل خیلی کم نیز وجود دارد اما تنها نمونه غیر الکلی آن به عنوان یک نوشیدنی مفید سفارش شده‌است.